# What's Your Name
"What's Your Name", skriven av Niklas Edberger, Henrik Wikström och Kent Olsson, är en låt som Cosmo 4  framförde i den svenska Melodifestivalen 2007. Bidraget deltog vid deltävlingen i Scandinavium den 10 februari 2007, men slutade på femte plats och slogs ut. Låten har också släppts som singel. Den 5 mars 2007 gavs singeln "What's Your Name" ut. På den singellistorna placerade den sig som högst på 8:e plats i Finland och 12:e plats i Sverige.

## Låtlista
1. What's Your Name (Radio Mix)
2. What's Your Name (Oscar Holter Radio Remix)
3. What's Your Name (Oscar Holter Club Remix)
4. What's Your Name (Rubicon Remix)
5. What's Your Name (electrolight Remix)
6. What's Your Name (undercover Remix)
7. What's Your Name (karaoke Mix)

### Listplaceringar
| Lista (2007) | Topplacering |
| ------------ | ------------ |
| Finland      | 8            |
| Sverige      | 12           |